# Imrehegy
Imrehegy is een plaats (község) en gemeente in het Hongaarse comitaat Bács-Kiskun. Imrehegy telt 845 inwoners (2002).